# Atomicidad
La atomicidad es la propiedad que asegura que una operación se ha realizado o no, y por lo tanto ante un fallo del sistema no puede quedar a medias. Se dice que una operación es atómica cuando es imposible por menos de  otra parte de un sistema encontrar pasos intermedios. Si esta operación consiste en una serie de pasos, todos ellos ocurren o ninguno. Por ejemplo, en el caso de una transacción bancaria o se ejecuta tanto el depósito y la deducción o ninguna acción es realizada. Es una característica de los sistemas transaccionales.
El concepto también es relevante cuando se programa con hilos de ejecución.

## ACID
Es una de las cuatro propiedades que debe cumplir una base de datos para considerase transaccional. Las otras tres son: 
- Consistencia (Consistency): es la propiedad que asegura que sólo se empieza aquello que se puede acabar. Por lo tanto, se ejecutan aquellas operaciones que no van a romper la reglas y directrices de integridad de la base de datos.
- Aislamiento (Isolation): es la propiedad que asegura que una operación no puede afectar a otras. Esto asegura que la realización de dos transacciones sobre la misma información nunca generará ningún tipo de error.
- Permanencia (Durability): es la propiedad que asegura que una vez realizada la operación, ésta persistirá y no se podrá deshacer aunque falle el sistema.